# Большая китайская энциклопедия
Большая китайская энциклопедия (кит. трад. 中國大百科全書, упр. 中国大百科全书, пиньинь Zhōngguó dà bǎikē quánshū) — к настоящему времени наиболее полная и объёмная из печатных универсальных энциклопедий Китая.

## Первое издание (1980–1993)
Работы над созданием «Большой китайской энциклопедии» начались в 1978 году.  Первое издание БКЭ состоит из 73 томов, включающих более 80 тысяч статей, и отдельный том-справочник. Энциклопедия выходила с 1980 по 1993 год в издательстве «Китайская энциклопедия» (кит. трад. 中國大百科全書出版社, упр. 中国大百科全书出版社, пиньинь Zhōngguó dà bǎikē quánshū chūbǎnshè) в Пекине. В отличие от западных энциклопедий статьи в ней были расположены не в алфавитном порядке, а сгруппированы по томам соответственно отраслям знания. Из относящихся к духовной культуре томов следует назвать два тома «Китайская литература» и два тома «Зарубежная литература», «Историю Китая» в трех томах, «Философия», «Археология», «Религия», «Народы [мира]», «Драма и сказительское искусство» и т.д.

## Второе издание (1995–2009)
Работа над вторым изданием началась в 1995 году и все 32 тома вышли в 2009 году. На этот раз статьи энциклопедии были упорядочены по чтениям названий статей на пиньине согласно порядку латинского алфавита, и это первая крупномасштабная всеобъемлющая энциклопедия в Китае. Второе издание состоит из более 60 000 статей и 600 миллион иероглифов.

## Третье издание (2017–2021)
С 2017 года ведётся работа над созданием третьего издания. В рамках третьего переиздания планируется 80 томов. Часть третьего издания будет переведёна на русский язык в пяти томах, каждый из которых посвящен определенной теме – истории, географии, литературе, философии и культуре. В 2020 году первые два тома вышли и второй выпуск «Большой китайской энциклопедии» на русском языке готовится к публикации в 2021 году. Это не первый перевод энциклопедий между двумя странами. 
В КНР переводилось большое количество советских и российских энциклопедических изданий, в том числе «Большая советская энциклопедия» (1953–1955 гг. издания в Китае), «Строительство. Энциклопедия современной техники» (1983), «Философская энциклопедия»  (1984),  «Советская  военная  энциклопедия»  (1986), «Советский энциклопедический словарь» (1986), «Советская историческая энциклопедия» (1992) и «Духовная культура Китая» (2016).